# 羽黒高等学校
羽黒高等学校（はぐろこうとうがっこう）は、山形県鶴岡市に所在する私立高等学校（男女共学）である。

## 沿革
- 1961年 - 旧羽黒町議会で羽黒学園への学校敷地無償提供を可決する。
- 1962年 - 本校舎着工。
- 1963年 - 開校「羽黒工業高等学校」。機械科（3学級）自動車科（1学級）
- 1981年 - 自動車教習所竣工、山形県公安委員会より自動車教習所の認可を受ける。
- 1989年 - 羽黒高等学校へ改称。新体育館竣工。普通科3コース（4学級）、電子機械科、機械科、自動車科（各1学級）に。
- 1998年 - 学科改編（計8学級）【普通科】特進コース2学級、国際コース、進学コース、情報科学コース【専門科】総合情報学科、機械システム学科、自動車システム学科に。
- 2002年 - 多目的体育館完成。
- 2003年 - 進学棟（秋元正雄記念館）完成。
- 2004年 - ISO14001認証取得。
- 2007年 - 多目的グラウンド完成。
- 2008年 - 自家用軽油給油所設置。

## 概要
設置課程は普通科と専門学科。
2022年度より、普通科普通コースを「普通科キャリアデザインコース」として改称した。2025年度に普通科普通コースから普通科キャリアデザインコースに完全移行する予定。また、普通科キャリアデザインコースへの改称に伴い、デジタル化の促進の観点から2022年度の新入生を対象に、生徒1人1台のタブレット端末の配布を行った。
日本国内で唯一、高校に併設された公安委員会指定自動車教習所があり、授業の中で運転免許が取得できる。

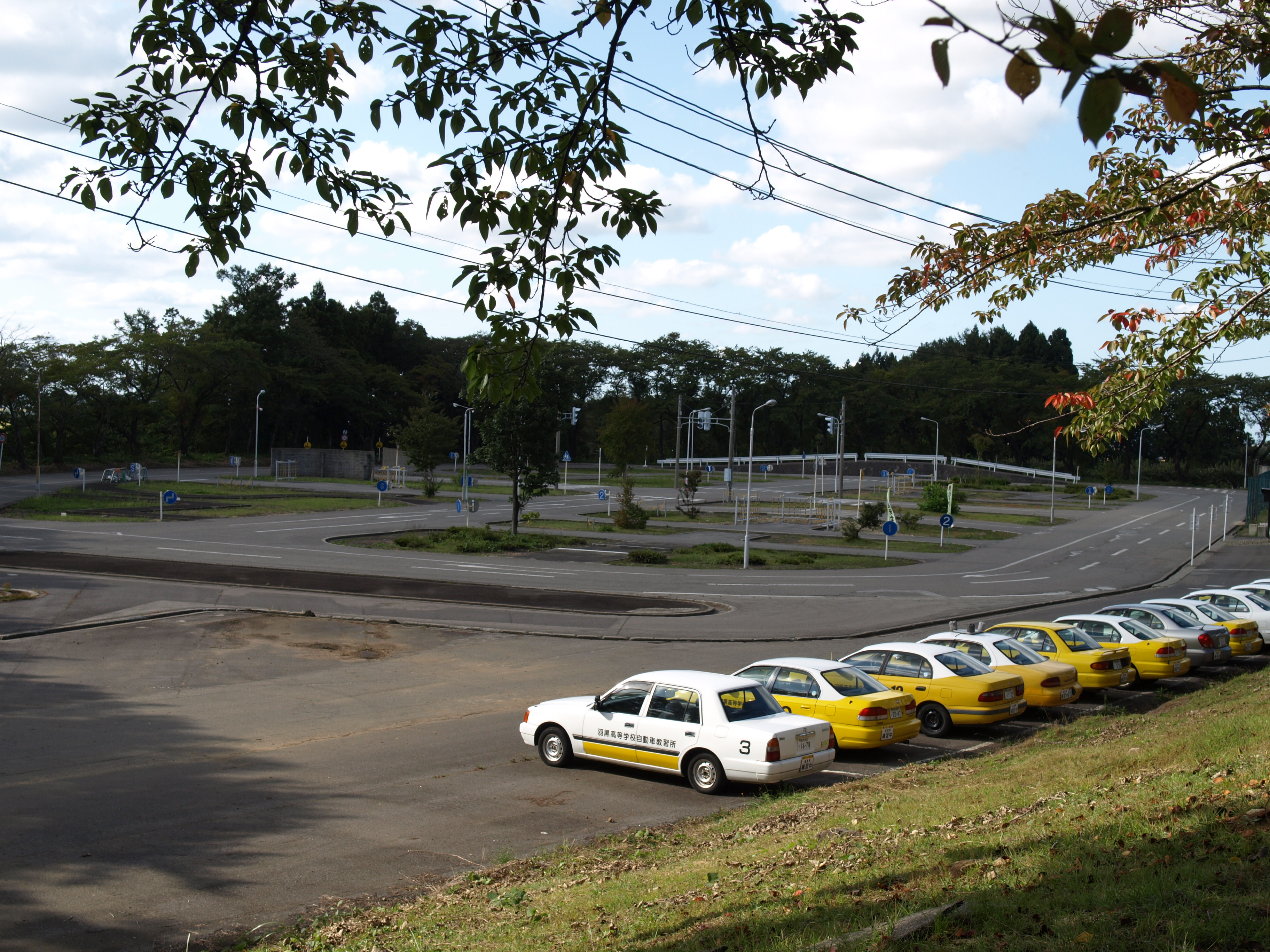
校地内にある自動車教習所

## 設置学科

### 普通科

#### 特進コース
- 代ゼミサテライン
- 土曜日の特別講座
- 習熟度別授業
- 宿泊研修
- 個別指導と添削
- 外部模試

#### 国際コース
- アメリカ語学研修
- English Camp
- UNIS-UN Student Conference
- Haguro Youth Meeting
- 短期留学生交流会
- Yokohama Student Forum
- 長期海外留学（希望者）

#### 普通コース(キャリアデザインコース)
- 共通基礎科目を履修
- 基礎学力向上
- 選択科目
- 資格取得
- くくり授業の実施(スーパー,チャレンジ,ベーシック)
- プロジェクトスタディ

### 専門科

#### 総合情報学科
- 絵画
- デザイン基礎
- 工業技術基礎
- グラフィックデザイン
- コンピュータ通信

#### 機械システム学科
- 工業技術基礎
- 製図
- 機械工作
- 設計
- 機械システム

#### 自動車システム学科
- 自動車工学
- 自動車整備
- 情報技術基礎
- 課題研究

## 部活動
部活動が非常に盛んであり、選抜高等学校野球大会ベスト4の硬式野球部や、第83回全国高等学校サッカー選手権大会に出場したサッカー部など多くの部が活躍をしている。ブラジルからの留学生が多く、野球、サッカーともブラジル人選手が活躍している。

### ソフトテニス部
- 2017年 - 平成29年度全国高等学校総合体育大会（インターハイ）団体優勝

### 硬式野球部
- 2003年 - 第85回全国高等学校野球選手権大会に出場。
- 2004年 - 第35回明治神宮野球大会でベスト4。
- 2005年 - 第77回選抜高等学校野球大会でベスト4（山形県勢初）へ進出するも神村学園に敗れる。
- 2018年 - 第100回全国高等学校野球選手権記念大会に出場[1]。

### 軟式野球部
- 2005年 - 第50回全国高等学校軟式野球選手権大会でベスト8。
- 2007年 - 第52回全国高等学校軟式野球選手権大会でベスト4。
- 2007年 - 第62回国民体育大会（秋田わか杉国体）で初優勝（山形県勢初）。
- 2008年 - 第53回全国高等学校軟式野球選手権大会に出場。
- 2010年 - 第55回全国高等学校軟式野球選手権大会でベスト8。
- 2013年 - 第58回全国高等学校軟式野球選手権大会に出場。

### チアリーディング部
- 2012年 - 第12回全日本チアダンス選手権大会・第10回全日本学生チアダンス選手権大会 ポン部門 高校生SMALL編成 準優勝。
- 2013年 - 全米チアダンス選手権・インターナショナル・ポン部門 第3位。テクニカルエクセレンス賞受賞。

### サッカー部
- 2004年 - 第83回全国高等学校サッカー選手権大会に出場。
- 2018年 - 第96回全国高等学校サッカー選手権大会に出場。
- 2019年 - 第97回全国高等学校サッカー選手権大会に出場。
- 2021年 - 第100回全国高等学校サッカー選手権大会に出場。

### スーパーバイオクラブ
- 2022年 - 第12回 高校生バイオサミット 鶴岡市長賞[2][3]
- 2022年 - 海の宝アカデミックコンテスト2022 マリン・サイエンス部門 北海道・東北ブロック優秀賞[4]
- 2022年 - サイエンスキャッスル2022 東北大会 奨励賞
- 2023年 - 第5回 中高生情報学研究コンテスト 第5回 中高生研究賞 入選[5]
- 2023年 - マリンチャレンジプログラム2023 採択[6]

## 交通
通学のため、鶴岡・酒田・寒河江・新庄方面よりスクールバスが運行されている。

## 著名な出身者

### 出身者
- 鈴木健 - 元プロ野球選手（広島東洋カープ他）
- 佐藤賢 - 元プロ野球選手（東京ヤクルトスワローズ）
- 佐藤タカヒロ - 漫画家
- 田中優大 - プロ野球選手（読売ジャイアンツ）
- 鶴岡剣太郎 - スノーボード選手
- マーロン - サッカー選手、元ザスパ草津
- ウィリアム・ロドリゲス - サッカー選手、元京都サンガF.C.
- 小関也朱篤 - 競泳選手
- 川原慶久 - 声優
- 高橋功 - シンガーソングライター
- 五十嵐希 - ファッションモデル
- 酒井忠順 - 実業家
- 徳田美由樹 - 柔道家
- 富樫慧士 - 俳優

### 教職員等
- 本街直樹 - 体育教師、サッカー部監督